# Pareuchiloglanis robustus
Pareuchiloglanis robustus är en fiskart som beskrevs av Ding, Fu och Ye, 1991. Pareuchiloglanis robustus ingår i släktet Pareuchiloglanis och familjen Sisoridae. Inga underarter finns listade i Catalogue of Life.